# 山崎橋 (山城国)
山崎橋（やまさきばし）は、かつて山城国山崎–橋本間（現在の京都府乙訓郡大山崎町–八幡市橋本間）で淀川に架かっていた橋である。
日本三古橋の筆頭として、山崎太郎と呼ばれる。ちなみに、日本三古橋の残りの2つは、瀬田の唐橋（勢多次郎）と宇治橋（宇治三郎）である。

## 歴史
行基が神亀2年（725年）に架けたと伝えられる。
たびたび洪水が発生して橋は流された。841年（承和8年）には洪水のために落橋、修復されたが、『日本文徳天皇実録』には848年（嘉承元年）に河陽橋（山崎橋のこと）が洪水のために断絶して6間を残すのみとなったとの記録が残る。850年（嘉祥3年）に再び架橋、857年（天安元年）には橋守が置かれた記録があり交通の要衝であったことが窺えるが、11世紀にはいったん廃絶。豊臣政権下で一時復活された。その後失われてからは現在に至るまで再建されていない。
橋が失われた後は1962年まで渡船が運行されていた。

## 現状
八幡市側に橋本の地名が残る。
約2km上流に京都府道・大阪府道13号京都守口線の御幸橋がある。
大山崎側の付近の小川に「新山崎橋」が架かっており、これはバス停の名前にもなっている。
京滋バイパスのルート選定に当たっては「山崎橋の復活は町の悲願」として誘致活動が行われた。